# Портедж Тауншип (округ Камерон, Пенсільванія)
Портедж Тауншип (англ. Portage Township) — селище (англ. township) в США, в окрузі Камерон штату Пенсільванія. Населення — 166 осіб (2020).

## Демографія
Згідно з переписом 2010 року, у селищі мешкала 171 особа в 79 домогосподарствах у складі 53 родин. Було 121 помешкання
Расовий склад населення:
| - 99,4 % — білих - 0,6 % — корінних американців |

До двох чи більше рас належало 0,0 %. Частка іспаномовних становила 0,0 % від усіх жителів.
За віковим діапазоном населення розподілялося таким чином: 19,9 % — особи молодші 18 років, 68,4 % — особи у віці 18—64 років, 11,7 % — особи у віці 65 років та старші. Медіана віку мешканця становила 45,4 року. На 100 осіб жіночої статі у селищі припадало 96,6 чоловіків;  на 100 жінок у віці від 18 років та старших — 110,8 чоловіків також старших 18 років.
Середній дохід на одне домашнє господарство  становив 61 467 доларів США (медіана — 46 250), а середній дохід на одну сім'ю — 75 572 долари (медіана — 57 188). Медіана доходів становила 50 455 доларів для чоловіків та 31 875 доларів для жінок. За межею бідності перебувало 17,2 % осіб, у тому числі 22,9 % дітей у віці до 18 років та 20,8 % осіб у віці 65 років та старших.
Цивільне працевлаштоване населення становило 99 осіб. Основні галузі зайнятості: виробництво — 49,5 %, освіта, охорона здоров'я та соціальна допомога — 16,2 %, мистецтво, розваги та відпочинок — 8,1 %, роздрібна торгівля — 7,1 %.